# Gaspare Giuseppe Gagna
Gaspare Giuseppe Gagna SJ (* 12. März 1686 in Cherasco, Piemont; † 25. März 1755) war ein piemontesischer Jesuit, Seminarrektor und Theologe.

## Leben
Gaspare Giuseppe Gagna, wahrscheinlich ein älterer Bruder des Missionsbischofs Pietro Maurizio Gagna, wurde am 9. Oktober 1707 in das Noviziat der Gesellschaft Jesu aufgenommen und legte am 15. August 1719 die Ordensprofess ab. Er unterrichtete Rhetorik, Philosophie und Theologie in Turin, wurde Rektor des Jesuitenkollegs ebenda und Provinzial der piemontesischen Ordensprovinz.
Mit seiner dem Kardinal Angelomaria Querini gewidmeten Dissertation Lettere d'Eugenio apologista mischte er sich in den mehrere Jahrzehnte des 18. Jahrhunderts durchziehenden moraltheologischen Streit zwischen den italienischen Dominikanern und Jesuiten ein.

## Werke
- Lettere d' Eugenio Apologista delle dissertazioni della Storia del probalismo, e del rigorismo ad un collega del padre F. Daniello Concina. Lubiana : [s.n.], 1745 (impreso en Venecia por Andrea Poleti, 632 Seiten) (Digitalisat in der Google-Buchsuche)